# Hassan Abouyoub

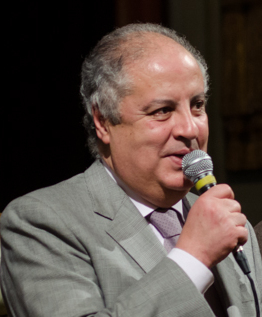
Hassan Abouyoub, 2013

Hassan Abouyoub (arabisch حسن أبو أيوب, DMG Ḥasan Abū Ayyūb; * 18. Mai 1952 in Berrechid) ist ein marokkanischer Diplomat und Politiker, der mehrmals Minister und Botschafter war. Seit 2018 ist er Botschafter in Rumänien.

## Werdegang
Hassan Abouyoub, dessen Eltern der Ethnie der Berber in Tafraoute angehören, studierte Internationale Politik und Wirtschaftswissenschaft an der Emlyon Business School in Lyon (ESC 1974). Im Anschluss wurde er Mitarbeiter im Ministerium für Handel und Industrie, in dem er 1980 Direktor der Abteilung für Internationalen Handel wurde. Er vertrat Marokko bei Verhandlungen zum Allgemeinen Zoll- und Handelsabkommen (GATT), mit der Europäischen Union (EU) sowie bei der Uruguay-Runde, der achten vom GATT organisierten Welthandelsrunde, die zwischen 1986 und 1994 stattfand. Von 1990 bis 1993 war er Minister für Außenhandel, Ausländische Investitionen und Tourismus (Ministre du Commerce extérieur, des Investissements extérieurs et du Tourisme) in den Regierungen der Premierminister Azzedine Laraki und ab 1992 Mohammed Karim Lamrani.
1993 wurde Abouyoub Mitglied der Repräsentantenversammlung (Chambre des représentants), verzichtete allerdings ein Jahr später auf sein Mandat und war daraufhin von 1994 bis 1995 Botschafter in Saudi-Arabien. Zugleich war er in Personalunion als Botschafter in Dschibuti und Somalia akkreditiert. Nach seiner Rückkehr war Hassan Abouyoub von 1995 bis 1997 Minister für Landwirtschaft und Landreform in der Regierung von Premierminister Abdellatif Filali. In dieser Funktion führte er für die marokkanische Landwirtschafts Gespräche mit der Welthandelsorganisation (WTO) sowie mit der EU über Fischerei-Angelegenheiten und eine Freihandelszone zwischen der EU und Marokko. 1998 wurde er Botschafter für Handelsabkommen.
Danach war Hassan Abouyoub vom 26. November 1999 bis zum 11. Januar 2005 Botschafter in Frankreich. 2010 löste er Mohamed Nabil Benabdallah als Botschafter in Italien ab und bekleidete diesen Posten bis 2016. Seit 2018 ist er Botschafter in Rumänien.

## Hintergrundliteratur
- Aomar Boum, Thomas K. Park: Historical Dictionary of Morocco, Rowman & Littlefield, 2016, ISBN 1-4422-6297-4, S. 22

## Weblink
- Eintrag in Rulers